# Диграф
Диграф (дав.-гр. δίς (δῐ-) — «двічі, двократно» + γράφω — «пишу») — буквосполучення з двох літер, що відповідає одній фонемі.
Сполучення «дь», «ть», «зь», «сь», «ль», «нь» також можуть розглядатись як диграфи, «дзь», «ць» («тсь») — як триграфи.
Диграфи існують також у інших мовах, наприклад, англійське «th», «rh» (в «rhetoric»), «gh», «ph» і інші. Англійський диграф «ng» представляє пом'якшене [ŋ], а диграф «sc» вимовляється просто як «с» (science, scion).
Через вплив слов'янської культури в англійській мові з'явився диграф «zh», що представляє кириличну літеру «ж».

## Кирилиця
- Аъ
- Аь
- АӀ
- Гв
- Гг
- Гу
- Гъ
- Гь
- ГӀ
- Дж
- Дз
- Дь
- Жв
- Жъ
- Жь
- Йо
- Кв
- Кг
- Кк
- Ку
- Кх
- Къ
- Кь
- КӀ
- Лъ
- Ль
- ЛӀ
- Нг
- Нъ
- Нь
- Оь
- ОӀ
- Пп
- Пъ
- ПӀ
- Сс
- Тл
- Тт
- Тш
- Тъ
- Ть
- ТӀ
- Уь
- УӀ
- ФӀ
- Хв
- Ху
- Хх
- Хъ
- Хь
- XӀ
- Цц
- Цъ
- ЦӀ
- Чв
- Чч
- Чъ
- ЧӀ
- ШӀ
- Шв
- ЩӀ
- ЫӀ
- Юь
- Яь
- Ӏу
- Ьо

## Латинка
- Aa aa
- Ae ae
- Ai ai
- Ao ao
- Au au
- Aw aw
- Ay ay
- Bh bh
- Ch ch
- Ck ck
- Cö cö
- Cs cs
- Cu cu
- Cz cz
- Dd dd
- Dh dh
- Dj dj
- Dx dx
- Dz dz
- Dž dž
- Dź dź
- Dż dż
- Ea ea
- Ee ee
- Ei ei
- Eu eu
- Ew ew
- Ey ey
- Ff ff
- Fh fh
- Gb gb
- Gh gh
- Għ għ
- Gi gi
- Gj gj
- Gn gn
- Gy gy
- Hs hs
- Hu hu
- Ie ie
- IJ ij
- Jö jö
- Kh kh
- Kp kp
- Ku ku
- Lh lh
- Lj lj
- Ll ll
- Ly ly
- Mb mb
- Mh mh
- Mp mp
- Nd nd
- Ng ng
- Nh nh
- Nj nj
- Nk nk
- Ns ns
- Nt nt
- Ny ny
- Nz nz
- Oa oa
- Oe oe
- Oi oi
- Oo oo
- Ou ou
- Ow ow
- Oy oy
- Ph ph
- Qu qu
- Rd rd
- Rh rh
- Rl rl
- Rn rn
- Rr rr
- Rt rt
- Rz rz
- Sh sh
- Sv sv
- Sy sy
- Sz sz
- Th th
- Tj tj
- Tr tr
- Ts ts
- Tx tx
- Ty ty
- Tz tz
- Ue ue
- Ui ui
- Wh wh
- Xh xh
- Xö xö
- Yh yh
- Yk yk
- Zh zh
- Zs zs
- Zv zv